# 3262 Miune
3262 Miune је астероид главног астероидног појаса са средњом удаљеношћу од Сунца која износи 3,008 астрономских јединица (АЈ).
Апсолутна магнитуда астероида је 10,9.